# 絳老
絳老又稱杞老，中國春秋晉國絳縣人，姓杞，名佚。他原先供職絳縣輿尉小官，後因晉國趙武賞賜昇為復陶一職，專從事晉國王宮衣飾事務，並兼絳縣地方首長。因傳聞絳老長壽，年歲超過四百四十五，因此被道教奉為神仙。因不知生辰年月，道教信徒取農曆正月初一為絳老生辰。今台灣部分道教廟宇仍於正月初一祭祀絳老，也稱「絳老生辰」。